# 바그네르 로비
바그네르 시우바 지 소자(Vágner Silva de Souza, 1984년 6월 11일, 리우데자네이루 ~ )는 브라질의 축구 선수로, 포지션은 스트라이커이다. 흔히 바그네르 로비도 불리는 그는 현재 아틀레치쿠 고이아니엔시에서 뛰고있다.
자국의 SE 파우메이라스에서 선수 생활을 시작했으며, 2003년에 브라질 세리에 B에서 19골을 넣어 팀의 브라질 세리에 A 복귀에 공헌하였다. 2004년, 러시아의 CSKA 모스크바로 이적하여, 곧바로 팀의 주전 공격수 자리를 차지하면서 CSKA 모스크바를 두 시즌 연속 (2004-05, 2005-06)으로 우승시키는 데 공헌하였다. 2008년에는 20골을 기록하여 러시아 프리미어리그 득점왕에 오름과 동시에, 러시아 프리미어리그 올해의 선수에 선정되기도 하였다. 브라질 대표팀의 구성원으로서, 2004년 코파 아메리카와 2007년 코파 아메리카에 출전한 바 있다.2012년 겨울 이적시장에서 CR 플라멩구로 이적하였다.
2013년 1월, 그는 겨울 이적시장에서 CSKA 모스크바로 이적하며 러시아 무대로 복귀하였다.